# Shapla Salique
Farzana Salique (en bengalí: ফরজানা সালিক), conocida como Shapla Salique (শাপলা সালিক, Balaganj, Sylhet, 8 de diciembre de 1975) es una cantautora e instrumentista de harmonio británica nacida en Bangladés.

## Biografía
Nació en el seno de una familia de artistas folk; su hermano Uchchall (n. 1973) toca la tabla y su tío, sus padres y sus abuelos eran afamados músicos en su región de origen.
En febrero de 1970, su padre, Abdus Salique (n.1952) se mudó al East End de Londres.
Asistió a la Raine's Foundation School y se graduó en música en la Universidad de Leeds.
Comenzó a cantar a los 3 años, y en 1985 fue la vocalista principal del grupo folk de su padre Dishari Shilpi Gosthi, aparecido en Shadwell y activo durante los años 1980 y 90; tocaron en el Reino Unido u otros países, y para el Royal Albert Hall o Save the children. Versionaban canciones de Kazi Nazrul Islam, entre otros.

## Discografía
- Siyono na Siyona, 1997
- Lai Lia, 2002
- No Boundaries, 2016